# Taxi Europa
Albums de Stephan Eicher
Louanges
(1999) Eldorado
(2007)
Taxi Europa est un album solo de Stephan Eicher datant de 2003. Philippe Djian est à nouveau le parolier de huit des chansons.

## Titres
1. On Nous A Donné - paroles de Philippe Djian
2. Mon Ami (Guarda E Passa) - paroles de Philippe Djian
3. Cendrillon Après Minuit - paroles de Philippe Djian
4. Tant & Tant - paroles de Philippe Djian
5. Taxi Europa (avec Max Gazzè et Herbert Grönemeyer) - paroles de Philippe Djian
6. Si On S'y Mettait
7. Kreis 5
8. Swim To America
9. La Voisine - paroles de Philippe Djian
10. Avec Toi - paroles de Philippe Djian
11. Rien N'est Si Bon - paroles de Philippe Djian
12. E
13. Ps